# FC Okjetpes
Fotbal Club Okjetpes Kokșetau (în kazahă Оқжетпес Футбол Клубы) este o echipă de fotbal din Kazakhstan care joacă pe Stadionul Torpedo din Kokshetau. Clubul joacă în prezent în Premier League Kazahstan.

## Istoricul denumirilor
- 1968 : Fondat cu numele Torpedo
- 1990 : Redenumit Spartak
- 1991 : Redenumit Kökșetau
- 1994 : Redenumit Kökșe
- 1997 : Redenumit Avtomobilist și mutat la Șortandî
- 1998 : Redenumit Himik și mutat la Stepanogorsk
- 1999 : Redenumit Akmola
- 2000 : Redenumit Kökșetau
- 2001 : Redenumit Esil
- 2004 : Redenumit Okjetpes

### Istoria Numelui
Clubul are numele de la o stâncă, Okzhetpes, ceea ce înseamnă "o săgeată nu va ajunge", potrivit președintelui fan clubului Viktor Kruk.